# 뉴제역
뉴제역(중국어: 牛街站)은 중국 베이징시 시청구 광안먼 내가도 뉴제, 창춘가·광안먼 내대가 교차로 북측에 위치한 베이징 지하철 19호선의 지하철역으로, 2021년 12월 31일 개통하였다.

## 역 구조

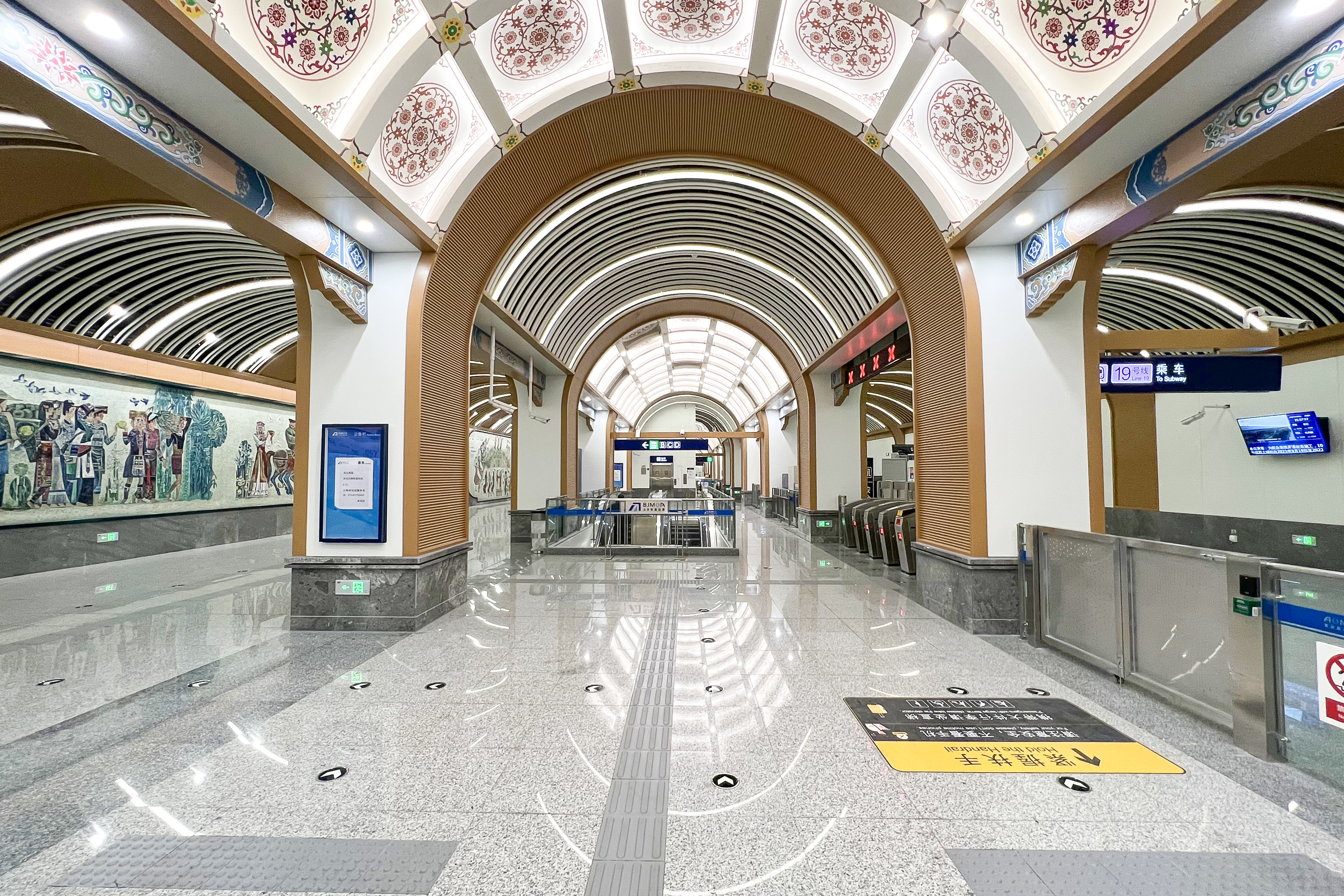
대합실

본 역은 3개의 출입구가 있는 지하 3층, 2열, 3경간 섬식 승강장으로 설계된 역이다. 지하 1층은 대합실층, 지하 2층은 장비층, 지하 3층은 승강장층이다. 대합실 바닥은 류병강(刘秉江)과 주릉(周菱)의 1982년 민족 테마 벽화 "창조·수확·환락《创造·收获·欢乐》"을 기반으로 한 공공 예술 작품으로 장식되어 있다.

### 층별 구조
| 지면     | 가도                            | 출입구                                                  |
| 지하 1층 | 대합실                          | 발권 서비스, 자동 티켓 판매기, 이카통(一卡通) 카드 충전 |
| 지하 2층 | 장비층                          | 장비실                                                  |
| 지하 3층 | ←                               | ■ 19호선 무단위안 방면 (타이핑차오)                     |
| 지하 3층 | 섬식 승강장, 왼쪽 출입문이 열림 |                                                         |
| 지하 3층 | →                               | ■ 19호선 신궁 방면 (징펑먼)                             |

## 출입구
이 역에는 B, C, D2의 3개 출입구가 있다(남쪽 D1출입구는 임시공사 중).
|                         |                                  |                                                                     |      |             |
| 출구                    | 지시                             | 출구 인근                                                           | 사진 | 무장애 시설 |
| 出口 · B                | 샤세가(下斜街)                   | 시청구 주방 및 도시-농촌 건설 위원회(西城区住房和城乡建设委员会)    |      | 빈칸        |
| 出口 · C                | 창춘가(长椿街) 동측              | 베이징시 회민학교(北京市回民学校)                                   |      |             |
| 出口 · D · 2            | 광안먼 내대가(广安门内大街) 북측 | 창춘가(长椿街) 서측, 수도의과대학 쉬안우 병원(首都医科大学宣武医院) |      | 빈칸        |
| 아이콘 설명: 엘리베이터 |                                  |                                                                     |      |             |